# پادشاهی مشروطه در ایران
پادشاهی مشروطه در ایران، به نوعی حکومت پادشاهی در ایران اشاره دارد که در آن با تشکیل ارکان مجلس قانونگذاری، دولت و نظام دادگستری، قدرت و اختیارات شاه محدود شده‌است. این نوع حکومت از سال ۱۲۸۵ خورشیدی، پس از پیروزی انقلاب مشروطه و صدور فرمان مشروطیت شروع شد و در سال ۱۳۵۷ با وقوع انقلاب و تشکیل حکومت جمهوری اسلامی به پایان رسید. مظفرالدین شاه، محمدعلی شاه و احمدشاه از دودمان قاجار و رضاشاه و محمدرضا شاه از دودمان پهلوی، شاهان مشروطه ایران بودند. 

## پیش‌زمینه
پادشاهان در ایران از دیرباز مشروعیت خود را مستقیماً از خداوند یا ایزد می‌گرفتند؛ به این معنا که منبع قدرت آنان از قدرتی ماورایی نشأت گرفته و به آنان ارزانی شده‌است. در ایران باستان به این منشأ، فره ایزدی گفته می‌شد. بعد از اسلام نیز این نوع از مشروعیت‌بخشی به قدرت ادامه یافت ولی عبارت‌هایی مانند «سایهٔ خدا» و «قطب عالم امکان» به فره ایزدی ترجیح داده شد. این نظام فرمانروایی، پادشاهی مطلقه نامیده می‌شود که در آن، شاه برای کشور مانند سر برای بدن است و مردم در مقام مملوکیت و عبودیتِ پادشاهند و وظیفه‌شان اطاعت محض از او است. بررسی رساله‌های عهد ناصری و دوران منتهی به انقلاب مشروطه نشان می‌دهد که در بین اندیشمندان آن زمان، دو نظریه در خصوص تغییر نظام سیاسی سلطنت مطلقه وجود داشته‌است؛ یکی گذار به سلطنت مطلقهٔ منظم و دیگری گذار به سلطنت مشروطه. در سلطنت مطلقهٔ منظم، پادشاه اختیار وضع قوانین را به صورت منفک و مجزا از اختیار اجرای آن به کار می‌گیرد؛ بنابراین تفاوتی که بین دو آلترناتیو مورد اشاره قرار داشت، ماهیت «قانون» است که منشأ آن در سلطنت مطلقهٔ منظم، پادشاه است و در سلطنت مشروطه، مردم هستند. به باور راسخ و بخشی‌زاده، اگرچه حتی در یک نظام استبدادی نیز آداب و سنت‌های عرفی و شرعی به عنوان قیدهایی برای ادارهٔ امور توسط پادشاه مطلقه مطرح بوده‌است، اما مفهوم کلیدی قانون در عصر مشروطه، اشاره به نفی خودکامگی و ایجاد ضابطه در حکومت بوده‌است؛ چنان‌که به گفتهٔ ملکم خان، هیچ قانون شرعی و هیچ قرار عرفی در ایران نبوده‌است که دستگاه استبداد آن را لگدکوب نکرده باشد. همایون کاتوزیان حکومت پادشاهی مشروطه را حکومتی دانسته‌است که در آن «اِعمال گستردهٔ حکومت مطلقه و خودکامه ناممکن باشد و نمایندگان انتخابی مردم مسئولان اجرایی را منصوب و فعالیت‌های آنان را کنترل و تأیید کنند و قوهٔ قضاییه نهادی مستقل باشد.»
ایران که در دوران صفوی در مرکز تجارت منطقه قرار داشت، با قدرت گرفتن قدرت‌های اقتصادی اروپایی و روسیه، به تدریج به حاشیهٔ بازار جهانی سرمایه‌داری رانده شد. با ورود شرکت‌های تجاری خارجی، به جز چند تاجر بزرگ، بقیهٔ تاجران عملاً به کارگزاران این شرکت‌ها مبدل شدند. تجارت مواد خام کشاورزی مانند پنبه، برنج و تریاک، به دلیل تقاضای شرکت‌های تجاری انگلیسی و روسی، رونق یافت و در عوض تجارت مصنوعات مانند پارچه و ابریشم از رونق افتاد. پیشه‌وران و تاجران خرده‌پا قدرت اقتصادی خود را از دست دادند و تاجران بزرگ هم به دلیل منفعتی که در صدور محصولات کشاورزی وجود داشت، به خرید زمین‌های کشاورزی و کشت محصولات پرتقاضا روی آوردند. به همین دلیل، ایران که همیشه صادرکنندهٔ گندم و جو بود، در آغاز قرن بیستم میلادی، برای نخستین بار واردکنندهٔ این محصولات شد.
در نیمهٔ دوم قرن نوزدهم، ناصرالدین شاه قاجار، امتیازات متعددی را به انگلیسی‌ها و روس‌ها واگذار کرد و حجم سرمایه‌گذاری خارجی در این بازهٔ زمانی، از صفر به ۱۲ میلیون پوند رسید. درآمد حاصل از واگذاری این امتیازات و همچنین استقراض‌ها، به مصارف مختلفی می‌رسید که یکی از آن‌ها، هزینه‌های فراوان دربار سلطنتی و سفرهای شاه به اروپا بود. بخش مهم دیگری از این درآمدها برای مبارزه با تورم به کار می‌رفت که به دلایل مختلفی از جمله کاهش ارزش جهانی نقره ایجاد شده بود؛ از سال ۱۲۲۹ تا ۱۲۷۹، قیمت‌ها ۶۰۰ درصد افزایش یافته بود. همچنین لغو امتیاز تنباکو، باعث شد دولت ایران برای پرداخت خسارت شرکت بریتانیایی، پانصد هزار پوند استرلینگ از بانک شاهی قرض بگیرد که نخستین استقراض بزرگ خارجی کشور محسوب می‌شد.
سال‌های پس از ۱۲۷۰ خورشیدی، برای حکومت ایران، سال‌های تشدید مشکلات اقتصادی بود. از یک سو تورم شدید باعث کاهش ارزش مالیات بر زمین شد و از سوی دیگر کاهش ارزش جهانیِ نقره، ارزش قران در برابر پوند استرلینگ را به شدت کاهش داد. این مشکلات، دربار ایران را وادار کرد که در سال‌های ۱۲۷۹ و ۱۲۸۱ به ترتیب دو میلیون و یک میلیون پوند از دولت روسیه وام بگیرد که صرف بازپرداخت وام قبلی بریتانیا و سه سفر پرهزینهٔ مظفرالدین شاه به اروپا شد. ایران همچنین متعهد شد که بدون تأیید روسیه برای دریافت وام با کشوری وارد مذاکره نشود. پادشاهی ایران که در پی افزایش درآمدهای خود بود، با استخدام ژوزف نوز توانست درآمدهای گمرکی خود را از ۲۰۰ هزار پوند استرلینگ در سال ۱۲۷۷ به ۶۰۰ هزار پوند در سال ۱۲۸۳ افزایش دهد. در سال ۱۲۸۴ خورشیدی، بحران اقتصادی، ایران را فرا گرفت. شیوع وبا، برداشت بدِ محصولات کشاورزی و از رونق افتادنِ تجارت در مناطق شمالی به دلیل وقوع جنگ روسیه و ژاپن و متعاقب آن، انقلاب روسیه، زمینه‌ساز این بحران بود. قیمت مواد غذایی به سرعت افزایش یافت؛ چنان‌که در شهرهای تهران، تبریز، رشت و مشهد، در سه‌ماههٔ نخست این سال، قند و شکر ۳۳ درصد و گندم ۹۰ درصد گران‌تر شد، درآمد گمرک کاهش یافت و با درخواست‌های دولت برای دریافت وام‌های جدید موافقت نشد. دولت ناچار شد تعرفه‌های وضع شده بر بازرگانان را افزایش دهد و بازپرداخت دیون محلی را به تعویق اندازد. این نابسامانی‌ها، به بروز اعتراضات عمومی منجر شد و نهایتاً به انقلاب مرداد ۱۲۸۵ و صدور فرمان مشروطیت انجامید.

## دوران مظفرالدین شاه
مظفرالدین شاه، پس از شروع انقلاب مشروطه، نخست از پذیرش خواسته‌ها سر باز زد، اما در نهایت فرمان مشروطیت را امضا کرد. تاریخ این رویداد، ۱۳ مرداد ۱۲۸۵ برابر با ۱۴ جمادی‌الثانی ۱۳۲۴ بود. در ۲۶ مرداد به دعوت عضدالملک، ایلخان قاجار، مجلسی با حضور رجال سیاسی، اعیان، بازرگانان و روحانیان تشکیل و نظام‌نامهٔ انتخابات تدوین شد. بر اساس این نظام‌نامه نمایندگان مجلس از طبقات اجتماعی مختلف شامل شاهزادگان، روحانیان، اعیان، بازرگانان، زمین‌داران و اصناف انتخاب می‌شدند. همچنین زمین‌داران، بازرگانان و اصناف برای شرکت در انتخابات باید املاک یا سرمایه‌ای مشخص می‌داشتند.
با امضای فرمان مشروطیت، بلافاصله فراهم کردن مقدمات برگزاری انتخابات در دستور کار مشروطه‌خواهان قرار گرفت. به این منظور مجلسی با عنوان مجلس عالی تشکیل شد تا نظامنامهٔ انتخابات را تدوین کند. افتتاحیهٔ این مجلس در ۲۶ مرداد ۱۲۸۵ با حضور جمعیت زیادی از مردم تهران برگزار شد. ترکیب اصلی و تصمیم‌گیر این شورا متشکل از ۵۰۰ نفر از روحانیان، بازرگانان سرشناس تهران، سیاستمداران و شاهزادگان بودند.
مجلس شورای ملی در ۱۴ مهر ۱۲۸۵ افتتاح شد و تدوین پیش‌نویس قانون اساسی را با الگو قرار دادن قانون اساسی بلژیک و فرانسه آغاز کرد. نمایندگان مجلس می‌دانستند که محمدعلی میرزا، ولیعهد، مخالف مشروطه است و اگر به پادشاهی برسد، کار امضای قانون اساسی دشوار خواهد شد؛ بنابراین شتاب می‌کردند که تا پادشاهِ بیمار هنوز زنده است، کار را تمام کنند. آنها تلاش کردند این متن را به گونه‌ای تنظیم کنند که برای شاه ناخوشایند و حقارت‌آمیز نباشد؛ بنابراین برخی از اصول آن شفاف نوشته نشد. مظفرالدین شاه، نهایتاً در تاریخ ۸ دی ۱۲۸۵ قانون اساسی را امضا کرد، اما پنج روز بعد درگذشت و فرزندش محمدعلی شاه بر تخت نشست.

## دوران محمدعلی شاه
با مرگ مظفرالدین شاه، فرزندش محمدعلی شاه بر تخت نشست. او نمایندگان را به مراسم تاجگذاری دعوت نکرد و وزرای کابینه را به نادیده گرفتن مجلس تشویق می‌کرد و برای تضعیف مخالفان خود به اختلافات مذهبی و قومیتی در مناطق مختلف کشور دامن می‌زد.مجلس اول، با دولت و دربار رویارویی‌های جدی داشت. نمایندگان از مشیرالدوله، رئیس دولت، می‌خواستند که بر اساس قانون اساسی، وزرای خود را به مجلس معرفی کند. سرانجام، هیئت وزیران در روز ۱۴ بهمن به مجلس معرفی شدند، اما نه همهٔ آنها. نمایندگان می‌خواستند بدانند آیا کامران میرزا وزیر جنگ و ژوزف نوز وزیر گمرکات هستند یا خیر. رئیس دولت برای این دو مقام کسی را به مجلس معرفی نکرده بود و از پاسخ طفره می‌رفت. با روی کار آمدن وزیر افخم به عنوان نخست‌وزیر جدید در فروردین ۱۲۸۶، باز هم اوضاع بر همان منوال بود؛ نامه‌های مجلس به وزرا بی‌پاسخ می‌ماند و کامران میرزا با تصدی وزارت جنگ، در مقابل مجلس پاسخگو نبود. در مقابل، لایحهٔ دولت برای استقراض از دولت‌های خارجی با مخالفت مجلس همراه شد و به‌جای آن، نمایندگان خواهان تشکیل بانک ملی شدند. مجلس بعضی از حاکمان و وزیران مستبد پرنفوذ مانند ظل‌السلطان، آصف‌الدوله و کامران میرزا را برکنار کرد، نخستین بودجهٔ متعادل را تنظیم کرد، حاکمان محلی را ملزم کرد که همهٔ مالیات اخذشده را به خزانهٔ دولت واریز کنند (و بخشی از آن را برای مصارف خود نگه ندارند) و تیول و تسعیر را غیرقانونی اعلام کرد.
با این حال، محافظه‌کاری آرام‌آرام بر مجلس حاکم شد و نمایندگان شور و حرارت آزادی‌خواهی اولیه را رها کردند. اگرچه نیروهای دولت و دربار به‌طور پیوسته سعی در تضعیف مجلس داشتند، اما به اعتقاد کسروی، علت اصلی از دست رفتن صلابت مجلس، ضعف خود نمایندگان بود که از روحیهٔ آزادی‌خواهی و استقلال کافی برخوردار نبودند؛ چنان‌که برخی از آنها با دربار رفت‌وآمد پیدا کردند و اخبار مجلس را به دربار می‌رساندند و بعضی هم با دولت‌های خارجی ارتباط گرفتند. نمایندگان نتوانستند تدارکات لازم برای مقابله با اقدامات خشونت‌آمیز احتمالی طرفداران شاه در آینده را فراهم کنند یا در بزنگاه‌های مهم تاریخی تصمیم‌گیری قاطعی داشته باشند. با آشکار شدن کاستی‌های موجود در قانون اساسی، مجلس بر آن شد که برای قانون اساسی متممی تهیه کند که بهانه‌ای برای کشمکش‌های بعدی شد.
در ۹ اسفند ۱۲۸۶، هنگامی که محمدعلی شاه در حال عبور از خیابان‌های تهران بود، دو بمب دستی به سمت اتومبیل شاه پرتاب شد. اگرچه چند نفر از همراهان شاه و چند رهگذر کشته شدند، اما شاه آسیبی ندید. سهراب یزدانی، عوامل این سوءقصد را، به احتمال زیاد، گروه اجتماعیون عامیون دانسته‌است. به دستور شاه، چند نفر از مظنونان، از جمله حیدرخان عمواوغلی دستگیر و در کاخ گلستان زندانی و بازجویی شدند. اما چند نفر از نمایندگان مجلس، آن را مصداق دخالت در امور اجرایی کشور دانستند. آنها وزیر عدلیه، رئیس نظمیه و رئیس محکمه را به دلیل پذیرفتن این حکم شاه مقصر دانستند و این در حالی بود که شاه جان خود را در خطر می‌دید.
در ۱۴ خرداد ۱۲۸۷ محمدعلی شاه به باغشاه رفت و چندی بعد، محمدعلی شاه بیانیه‌ای را با عنوان «راه نجات و امیدواری ملت» منتشر کرد و در آن خواستار اجرای قانون مطبوعات، فراهم شدن نظام‌نامه‌ای برای انجمن‌ها و خروج تعدادی از مشروطه‌خواهان از کشور شد. در روز ۱ تیر، محمدعلی شاه در تهران و سایر شهرها حکومت نظامی اعلام کرد. در روز دوم تیر ۱۲۸۷ نیروهای نظامی و عراده‌های توپ به سمت مجلس حرکت کردند و در نهایت درگیری شروع شد. بهانهٔ اصلی این لشکرکشی، پناهنده شدن چند نفر از روزنامه‌نگاران و واعظان مشروطه‌خواه به مجلس بود. با پیروزی قوای دولتی، نیروهای مشروطه‌خواه در تهران و سایر شهرهای ایران تحت تعقیب قرار گرفتند و بسیاری از آنان دستگیر، شکنجه و کشته شدند. عدهٔ دیگری نیز به کشورها یا سفارتخانه‌های خارجی پناه بردند یا به نحوی پنهان شدند.
محمدعلی شاه در ابتدا اعلام کرد قصدی برای برانداختن نظام مشروطه ندارد و سه ماه آینده، انتخابات مجلس جدید را برگزار خواهد کرد. اما زمانی که این سه ماه سپری شد، آن را به دو ماه بعد از آن موکول کرد. در ۱۶ آبان ۱۲۸۷، شاه اعلام کرد که در نتیجهٔ خواست مردم از مشروطه چشم‌پوشی خواهد کرد، اما اعلام کرد که مجلس شورای کبرای دولتی جایگزین مجلس شورای ملی خواهد شد. برای این منظور پنجاه نفر به انتخاب شاه برای عضویت در این مجلس دعوت شدند.
ناخشنودی از تعطیلی مجلس و اقدامات محمدعلی شاه، باعث ناآرامی‌های گسترده در شهرهای مختلف ایران شد. داوطلبان مسلح در تبریز، اصفهان، رشت و چند شهر دیگر آمادهٔ مقابله با شاه شدند. شدیدترین درگیری‌ها، در تبریز روی داد. انجمن ایالتی تبریز، در غیاب مجلس شورای ملی، خود را «دولت موقت آذربایجان» نامید. مرکز غیبی با منورالفکران ارمنی ائتلاف کرد و ضمن تماس با سوسیال‌دموکرات‌های باکو، یکصد داوطلب مسلح قفقازی را در اختیار گرفت. داوطلبان مسلح تبریزی هم که عموماً از طبقات تحصیل‌کردهٔ محلهٔ شیخی بودند، تحت رهبری ستارخان و باقرخان متشکل شدند.
نیروهای مشروطه‌خواه گیلان پس از کنترل کامل رشت، به انزلی نیز دست یافتند و در اندیشهٔ فتح تهران، در اسفند ۱۲۸۷ منجیل و رودبار و در ۱۵ اردیبهشت ۱۲۸۸ قزوین را از کنترل نیروهای دولتی خارج کردند. همچنین نیروهای بختیاری، به رهبری سردار اسعد بختیاری در ۳۱ اردیبهشت ۱۲۸۸ از اصفهان به سمت تهران حرکت کردند. نیروهای مشروطه‌خواه که از به هم پیوستن اردوی گیلان و اردوی بختیاری شکل گرفته بود، در روز ۳ تیر ۱۲۸۸ به سمت تهران حرکت کردند، در حالی که محمدعلی شاه دروازه‌های تهران را به توپ تجهیز کرده بود و فرستادگان روسیه و انگلیس تلاش می‌کردند، آنها را از حمله به پایتخت منصرف کنند. این نیروها در روز ۲۲ تیر موفق شدند دروازهٔ بهجت‌آباد را بگشایند و وارد تهران شوند. زد و خورد در شهر به مدت سه روز ادامه یافت تا این که در روز ۲۵ تیرماه، محمدعلی شاه به سفارت روسیه پناهنده شد و پایتخت به کنترل مشروطه‌خواهان درآمد.
پس از فتح تهران، با تشکیل مجلس عالی متشکل از پانصد نفر از اعیان، اشراف، شاهزادگان، دیوانسالاران، روحانیان، بازرگانان، سران اصناف و مشروطه‌خواهان سرشناس، محمدعلی شاه از سلطنت خلع و فرزندش احمد میرزا به سلطنت منصوب شد.

## دوران احمدشاه
با پایان استبداد صغیر و شروع سلطنت احمدشاه، نظام انتخاباتی مجلس شورای ملی تغییر کرد و نمایندگان به صورت غیرصنفی و غیرطبقاتی انتخاب شدند. این تغییر به نفع قشر زمینداران بود که نسبت به بقیهٔ اقشار قدرت فزاینده‌تری داشتند. به این ترتیب نمایندگان تجار و طلاب حذف شدند. از طرف دیگر در انتخابات جدید، شرط داشتن دارایی به ارزش ۱۰۰۰ تومان حذف شد و عشایر هم حق رأی پیدا کردند؛ بنابراین همهٔ مردان حق رأی پیدا کردند و افراد زیادی که تحت نفوذ زمینداران و سران عشایر قرار داشتند، موازنهٔ قدرت در مجلس‌های بعدی را به نفع زمینداران بزرگ برهم زدند. در مجلس‌های دوم تا پنجم، اجتماعیون عامیون که حامی منافع زمینداران سنتی بود، اکثریت مجلس را در دست داشت. در مقابل این حزب، حزب دموکرات قرار داشت که متشکل از روشنفکران بودند. مجلس دوم صحنهٔ نزاع این دو حزب بود که یکدیگر را ارتجاع و چپ می‌نامیدند. با وقوع این تغییرات، برنامهٔ اصلاح ساختار اقتصادی ایران که یکی از اهداف بازرگانان برای شروع جنبش مشروطه شد، با رکود و مانع برخورد کرد. به این ترتیب استقرار مشروطه نه تنها نتوانست باعث استقرار نظام سرمایه‌داری در ایران شود، بلکه باعث تحکیم ساختار اقتصادی سنتی و افزایش قدرت زمینداران، خان‌ها و تجار وابسته به آنها نیز شد.

در پی فضای باز سیاسی، مبارزات قلمی و زبانی محافل مطبوعاتی، احزاب و کشاکش فراکسیون‌های پارلمانی، دو حزب دموکرات و اعتدالی در مجلس دوم و خارج از آن، زمینه افترا را رواج داده و کشمکش‌های مرامی احزاب با دسیسه‌کاری مبدل گردیده بود. یکدلی را کنار گذاشته و هر یک به راه خود می‌رفتند؛ یفرم خان دسته جداگانه داشت، معزالسلطان گروه هواداران خود را و نیز بختیاری‌هاگرد سردار اسعد را گرفته و نیروی مستقلی را به وجود آورده بودند. بدین ترتیب زمینه برای تشتت افکار و انحراف ملیون و آزادی‌خواهان از هدف مشترکی که برای آن جانفشانی کرده بودند، نمایان شد.

نقل از کتاب تاریخ مختصر احزاب سیاسی ایران
مجاهدان مشروطه (به خصوص ستارخان و باقرخان و طرفدارانشان)، که نقش محوری در رویدادهای مشروطه داشتند، پس از فتح تهران نادیده گرفته شدند و دستور خلع سلاح آنها صادر شد که به رویداد پارک اتابک منجر شد. همچنین مجلس دوم که با هدف اصلاح نظام اداری کشور، یک مستشار امریکایی با نام مورگان شوستر را استخدام کرده بود، با کارشکنی و سپس اولتیماتوم روسیه برای اخراج وی مواجه شد. فضای ملتهب مجلس دوم شورای ملی، به التهاب فضای سیاسی کشور منجر شد و موجی از ترور سیاسی به راه افتاد که بارزترین آنها ترور سید عبدالله بهبهانی بود. این مجلس در پی اولتیماتوم دولت روسیه به دستور ناصرالملک، نایب‌السلطنه، منحل شد. مجلس سوم شورای ملی نیز که در آذر ۱۲۹۳ تشکیل شد، در کمتر از یک سال در اثر پیشروی نیروهای نظامی روس و انگلیس در خاک ایران عملاً منحل شد.
در سال ۱۲۹۳ احمد شاه به سن قانونی رسید و تاجگذاری کرد اما هشت روز بعد،جنگ جهانی اول شروع شد. در آبان ۱۲۹۳ امپراتوری عثمانی به قصد نبرد با روس‌های تزاری وارد خاک ایران شد و بی‌طرفی ایران را نقض کرد که سرآغاز یک دورهٔ ناپایداری، ناامنی و قحطی در ایران شد؛ چرا که تحرکات نیروهای متفقین در ایران را تشدید کرد و ایلات جنوب ایران که به شدت با حضور نیروهای بریتانیایی در ایران مخالف بودند، با آنان درگیری مسلحانه پیدا کردند. یکی از گسترده‌ترین مبارزه‌های مسلحانه با انگلیسی‌ها به رهبری رئیسعلی دلواری صورت گرفت. در دوران اشغال ایران در جنگ جهانی اول، دولت مرکزی ضعیف بود و امکان مدیریت اوضاع و دفاع از کشور را نداشت. در سال ۱۲۹۶ قحطی بزرگی در ایران روی داد و تقریباً نیمی از مردم ایران در اثر قحطی و آنفلوانزای اسپانیایی مردند.
انتخابات مجلس سوم به دلیل ممانعت شجاع‌الدوله، والی آذربایجان، که از سوی حکومت روسیه به این کار گماشته شده بود، در ایالت آذربایجان برگزار نشد. بدین جهت در تیرماه ۱۲۹۶، کمیتهٔ ایالتی فرقهٔ دموکرات آذربایجان در بیانیه‌ای خواستار احیای انجمن ایالتی تبریز شد. در آذرماه، با عضویت وثوق‌الدوله و قوام‌السلطنه در دولت، در تبریز اجتماعی علیه دولت تشکیل شد و شیخ محمد خیابانی، که خود را پیرو ستارخان و هوادار مشروطیت می‌خواند، در یک سخنرانی خواهان برکناری کابینهٔ جدید شد و آن را دارای ماهیت استعماری و ضد ایرانی دانست. یک عامل تأثیرگذار در رویدادهای بعدی در ایران، عقد قرارداد موسوم به قرارداد ۱۹۱۹ بین ایران و بریتانیا بود. به دلیل امضای این قرارداد، وثوق‌الدوله، نخست‌وزیر وقت تحت فشار قرار گرفت تا استعفا کند. بر اساس این قرارداد، بریتانیا بی آن که ایران رسماً مستملکهٔ آن باشد، می‌توانست نظام مستشاری مورد نظر خود را در آن برقرار نماید. جواد شیخ‌الاسلامی، استاد تاریخ دانشگاه تهران، جنبش‌های خیابانی در تبریز و نهضت جنگل در گیلان و نهایتاً کودتای سوم اسفند را از پیامدهای این قرارداد می‌داند. انگلستان پس از ناکامی در تصویب و استقرار این قرارداد، تصمیم گرفت تا رجال سیاسی وابسته به خود را در یک تشکیلات غیررسمی سازماندهی کند. ریاست این تشکیلات را، که ابتدا کمیتهٔ آهن نام داشت و بعداً به کمیتهٔ زرگنده معروف شد، سید ضیاءالدین طباطبایی بر عهده داشت و یکی از مهمترین کانون‌های سیاست‌گذاری بریتانیا در ایران به‌شمار می‌آمد. تعدادی از اعضای این کمیته، در کودتای سوم اسفند نقش مؤثر ایفا کردند؛ چنان‌که رهبری سیاسی کودتا را سید ضیاء در دست گرفت.
در انتخابات مجلس چهارم شورای ملی که در سال ۱۲۹۸ برگزار شد، رأی‌گیری در ایالت آذربایجان نیز انجام شد و از ۹ نمایندهٔ تبریز، ۶ نفر از جمله محمد خیابانی عضو فرقهٔ دموکرات آذربایجان بودند. اما وثوق‌الدوله فرقهٔ دموکرات را غیرقانونی اعلام کرد. فرقهٔ دموکرات نیز در مقابل در فروردین ۱۲۹۹ تبریز را از کنترل حکومت مرکزی خارج کرد و جمهوری آزادیستان را تشکیل داد. این قیام شش ماه طول کشید و در شهریورماه با حملهٔ نیروهای قزاق و کشته شدن محمد خیابانی پایان یافت.

پرچم جمهوری سوسیالیستی، به سبک دیگر پرچم‌های کشورهای چپ‌گرا سرخ‌رنگ بود و بر گوشهٔ آن واژهٔ کاوه نقش داشت.

در سال ۱۲۹۹ میرزا کوچک خان جنگلی در گیلان اعلام خودمختاری کرد و تأسیس جمهوری شورایی گیلان را اعلام نمود. رسول مهربان نهضت جنگل را یکی از پس‌لرزه‌های جنبش مشروطه می‌داند. برخی از اعضای نهضت میرزا کوچک خان، تمایل به بلشویسم داشتند و ملی‌گرایی را نفی می‌کردند. این رویکرد مغایر با نظرات و آرای بخش دیگری از اعضای جنبش بود که به مذهب تمایل داشتند. خودِ میرزا کوچک خان تلاش می‌کرد نقشی میانه و تعدیلگر ایفا کند. اما در نهایت با تصمیم کنگرهٔ حزب کمونیسم از سمت خود در دولت انقلابی برکنار شد. دولت انقلابی جدید نیز اصلاحات مورد نظر خود را در دستور کار قرار داد. اما حکومت شوروی، که پس از انقلاب اکتبر در سرزمین روسیه حاکم شده بود، خیلی زود به این نتیجه رسید که صدور انقلاب کمونیستی را متوقف کند و دست از حمایتِ جنبش جنگل برداشت. تصور سفیر شوروی این بود که هرگونه تلاش برای ایجاد انقلاب کمونیستی در ایران، می‌تواند به توسعهٔ محبوبیت و نفوذ انگلیس منجر شود. قطع حمایت شوروی از این جنبش، نهایتاً منجر به اضمحلال و شکست آن شد.
شیخ‌الاسلامی معتقد است که ضعف‌های حکومت قاجار در دوران حکومت احمدشاه، این مخاطره را به وجود آورده بود که نیروهای بلشویک مورد حمایت شوروی، برای حمله به تهران و تشکیل حکومت مستقلی در چارچوب اتحاد جماهیر شوروی با مقاومت جدی مردم ایران روبرو نشوند؛ مضاف بر این که بریتانیا هم طی ضرب‌الاجلی نیروهای خود را از ایران خارج کرده بود؛ بنابراین افسران ایرانی و در رأس آنها رضا خان با دوراهی انجام کودتا یا پذیرش تجزیهٔ ایران مواجه بودند. به عقیدهٔ شیخ‌الاسلامی، اگرچه کودتای سوم اسفند به ظهور دیکتاتوری بیست‌سالهٔ رضاخان انجامید، اما عملاً از تجزیهٔ خاک ایران جلوگیری کرد.
دوران سلطنت احمدشاه با هرج و مرج و ضعف زیادی همراه بود؛ شورش‌های ایلی، جنبش‌های ملی‌گرایانه و مداخلات قدرت‌های خارجی، نارضایتی‌ها را تشدید کرد. شروع جنگ جهانی اول به این هرج و مرج دامن زد؛ چنان‌که گروه‌های جدایی‌طلب در نقاط مختلف ایران شروع به فعالیت کردند. آرام‌آرام نیاز به ایجاد یک فرمانروایی مقتدر که بتواند اوضاع را سامان دهد احساس شد. همزمان با این تحولات، رضاخان توانست به عنوان افسری مقتدر مشروعیت لازم را به عنوان منجی و جانشین پادشاه فعلی به دست آورد. او در فاصلهٔ بین مجلس چهارم و پنجم توانست با اصلاح‌طلبان غیرمذهبی متحد شود و با حاکم شدن اکثریتی از دو حزب سوسیالیست و تجدد در مجلس پنجم، نخست‌وزیری را به دست آورد. آرام‌آرام اتحادی بین رضاخان و محافظه‌کاران شکل گرفت و جامعه به سمت مطالبه‌گری برای جایگزینی رضاخان با احمدشاه سوق پیدا کرد. در پاییز ۱۳۰۴ مجلس طرحی مبنی بر انقراض سلطنت قاجاریه و واگذاری پادشاهی به رضاخان ارائه کرد. این طرح اگرچه با مخالفت محمد مصدق روبرو شد، اما نهایتاً به تصویب رسید.

## دوران رضا شاه
شروع سلطنت رضاشاه مقارن با مجلس پنجم شورای ملی بود. در مجلس پنجم طرح‌های اصلاحی متعددی تصویب شد که از آن جمله می‌توان به اجباری شدن خدمت وظیفه عمومی، الغای القاب اشرافی، رسمی شدن گاهشماری خورشیدی، قطع بودجه دربار و اجباری شدن شناسنامه برای اتباع ایران اشاره کرد. همچنین طرحی به منظور برچیدن نظام شاهنشاهی و تأسیس جمهوری ارائه شد که با مخالفت جدی نمایندگان محافظه‌کار به رهبری سید حسن مدرس مواجه شد که اعلام کرد حمله به پادشاهی، حمله به شریعت مقدس است. رضاخان در مقابل مخالفت‌ها تسلیم شد و از مجلس خواست که لایحه را رد کند.

نارضایتی عمومی در ایران موقعیت مناسبی برای دسیسه‌چینی آلمانی‌ها در ایران فراهم کرده‌است. شاه تقریباً مورد تنفر عمومی است و نمی‌تواند بر حمایت کامل ارتش خود متکی باشد. لحظه مناسبی برای برکناری شاه یا حتی پایان دادن به پادشاهی پهلوی فراهم آمده‌است. بیشتر مردم ایران از هرگونه انقلابی خشنود خواهند شد.

آبراهامیان معتقد است که با قدرت گرفتن رضا شاه، ترکیب نمایندگان مجلس در مجلس‌های ششم تا سیزدهم توسط شاه تعیین می‌شد؛ این کار به عقیده وی با اتکا به ارتش و دستگاه دیوانی و دربار، به این ترتیب صورت می‌گرفت که شاه با کمک رئیس پلیس فهرستی را برای وزیر داخله تهیه می‌کرد و وی آن فهرست را برای استانداران ارسال می‌کرد. این مجلس‌ها هماهنگی کاملی با سلطنت داشتند؛ چنان‌که رضاشاه هرگز نیازی به تأسیس مجلس سنا پیدا نکرد. در این دوره شاه نخست‌وزیر و همه وزیران را انتخاب می‌کرد و برای رای اعتماد به مجلس معرفی می‌نمود. این افراد همه موفق می‌شدند اعتماد مجلس را جلب کنند و تا زمانی که اعتماد شاه را از دست نمی‌دادند، می‌توانستند به مسوولیت خود ادامه دهند. رضاشاه، به اعتقاد آبراهامیان، پس از تثبیت قدرت سیاسی، با هدف ایجاد جامعه‌ای شبه غربی به اصلاحات اجتماعی پرداخت. وی امتیازات اقتصادی خارجیان را لغو کرد؛ از جمله حق چاپ اسکناس را از بانک شاهنشاهی، اداره تلگراف را از شرکت هند و اروپا و جمع‌آوری عوارض گمرکی را از بلژیکی‌ها واستاند، با این حال اگرچه ابتدا قرارداد دارسی را در سال ۱۳۱۱ لغو کرد، اما یک سال بعد مجبور شد برای توقف بلوکه شدن دارایی‌های ایران در خارج از کشور، قرارداد مشابهی را بپذیرد که دو دهه بعد از آن باعث تنش در روابط ایران و انگلیس شد.
اقدامات مدرنیستی رضا شاه، با پشتیبانی روشنفکران آغاز شده بود و پشتوانه فکری لازم برای نوسازی جامعه توسط آنان فراهم می‌شد. رضا شاه که با سرمایه‌گذاری در توسعه راه‌ها، به‌خصوص راه‌آهن، و دستیابی به منافع ناشی از فروش نفت به منابع خوبی دست یافته بود، توانست با نوسازی و گسترش صنعت، تقاضای خوبی برای نیروی کار ماهر و فنی ایجاد کرد که با تأسیس دانشگاه‌ها همراه شد و نهایتاً به تقویت روشنفکری انجامید. اما به‌تدریج، با بروز خصلت‌های استبدادی رضاشاه، روشنفکران از دستگاه حکومت فاصله گرفتند و شاه که پایگاه اجتماعی لازم برای حکومت را در اختیار نداشت، آماج حملات سنت‌گرایان قرار می‌گرفت؛ بنابراین ناچار شد از دامنه نوسازی و اصلاحات خود بکاهد. این روند، هم شاه و هم اجتماع روشنفکران را در برابر سنت‌گرایان در موضع ضعف و آسیب‌پذیری قرار داد. به عقیده آبراهامیان، رضاشاه اگرچه توانست همراهی بخشی از طبقه بالای قدیمی را به دست بیاورد، اما در جلب حمایت طبقه متوسط سنتی موفقیت ناچیزی داشت. نارضایتی از عملکرد رضاشاه به حدی بود که سفیر انگلیس در شهریور ۱۳۲۰ به وزارت خارجه این کشور گزارش داد تغییر شاه ایران یا حتی سلطنت پهلوی به دلیل نارضایتی عمومی مورد استقبال مردم قرار خواهد گرفت و نسبت به دسیسه‌چینی آلمانی‌ها برای روی کار آوردن یک رژیم وابسته به آلمان هشدار داد. در سال ۱۳۲۰ سرانجام نیروهای متفقین از شمال و جنوب وارد خاک ایران شدند و آن را اشغال کردند. رضاشاه به اعمال خشونت علیه مخالفان و ثروت‌اندوزی متهم شد و بدون گفتگو با متفقین، به نفع ولیعهد از قدرت کناره‌گیری کرد. او به امید حفظ سلطنت ایران را سریعاً ترک کرد و بعدها در تبعید درگذشت.

## دوران محمدرضاشاه
محمدرضا پهلوی با رسیدن به پادشاهی پذیرفت که با متفقین همکاری نماید. این همکاری‌ها شامل اعزام نیروهای داوطلب به جنگ جهانی دوم و دستگیری پنجاه افسر نظامی آلمانی بود و در عوض شوروی و انگلیس نیز متعهد شدند که ضمن حمایت از خاندان پهلوی، شش ماه پس از خانمه جنگ، خاک ایران را ترک کنند. به گفته آبراهامیان، در اثر رقابت محمدرضا پهلوی و سهیلی (نخست‌وزیر)، انتخابات مجلس چهاردهم که در بهمن ۱۳۲۲ برگزار شد، طولانی‌ترین، رقابتی‌ترین و مهمترین انتخابات مجلس تاریخ پادشاهی مشروطه بود. شاه جدید نتوانست نیروهای وفادار خود را به مجلس بیاورد و در تعیین ترکیب مجلس، نیروهای اجتماعی و احزاب نقش مهمی یافتند.

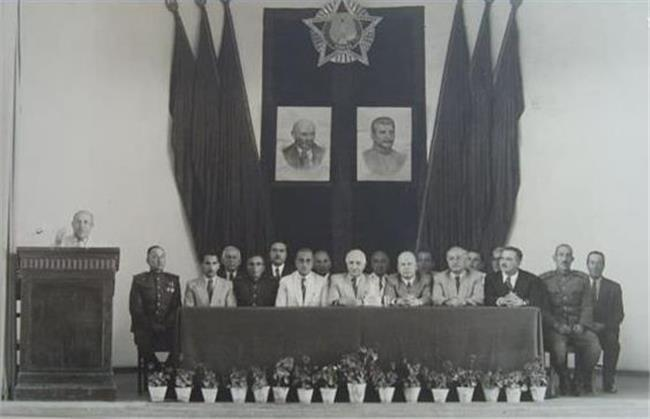
تصویر دسته‌جمعی اعضای فرقه دموکرات، با دو نگاره بزرگ از لنین و استالیندر بالای تصویر

در شهریور ۱۳۲۳ سید جعفر پیشه‌وری، نماینده اول تبریز، که اعتبارنامه‌اش در مجلس رد شده بود، به تبریز برگشت و به اتفاق فعالان سیاسی باقی‌مانده از قیام محمد خیابانی، فرقه دموکرات آذربایجان را احیا کرد. رهبران این حزب، سه خواسته مطرح کردند؛ استفاده از زبان ترکی در مدرسه‌ها و اداره‌ها، صرف درآمدهای مالیاتی منطقه برای توسعه محلی و تشکیل انجمن‌های ایالتی مطابق قانون اساسی. آنها اعلام کردند تاریخ، زبان و فرهنگ بومی آذربایجان، به این منطقه «هویت ملی» جداگانه‌ای بخشیده‌است. با اتحاد این فرقه با حزب توده، نیروهای شوروی مانع ورود نیروهای دولتی برای تجدید قوا در این منطقه شدند. در آذر ماه، این فرقه با تصرف شهرهای کلیدی آذربایجان، تأسیس حکومت خودمختار آذربایجان را اعلام کرد. به موازات آذربایجان، فرقه دموکرات کردستان نیز تشکیل حکومت خودمختار کردستان را اعلام نمود. سفارت انگلیس نیز طرح اعطای خودمختاری به همه استان‌های ایران را پیشنهاد کرد. همچنین مقرر شد کمیته سه‌جانبه‌ای متشکل از انگلیس، شوروی و آمریکا در مورد حل مشکل داخلی ایران تشکیل شود که بیم آن می‌رفت منجر به معاهده‌ای شبیه به قرارداد سن‌پترزبورگ و تقسیم ایران به حوزه‌های نفوذ قدرت‌های بزرگ دنیا شود. در اوایل بهمن ماه ۱۳۲۴، قوام‌السلطنه، سیاستمدار کهنه‌کار ضد سلطنت و نزدیک به شوروی، توانست از مجلس چهاردهم در اواخر دوران کاری آن، برای نخست‌وزیری آرای شکننده‌ای کسب کند. وی پس از سه هفته، در حالی که تازه هیئت دولت را به مجلس معرفی کرده بود، به مسکو رفت و طی مذاکرات طولانی، امتیاز نفت شمال را به شوروی پیشنهاد داد تا این کشور را متقاعد کند دست از حمایت از فرقه دموکرات آذربایجان بردارد. او در فروردین ۱۳۲۵ به توافق نهایی با آنها دست یافت که بر اساس آن، شوروی پذیرفت نیروهای خود را تا پایان اردیبهشت از آذربایجان خارج کند مشروط بر آن که دولت مرکزی این غائله را به نحو مسالمت‌آمیزی حل کند و نخست‌وزیر موضوع تشکیل شرکت نفتی ایران و شوروی را در مجلس پانزدهم مطرح کند. هوشمندی این توافق در این بود که خواست شوروی بر تشکیل شرکت نفتی، با خروجش از آذربایجان گره خورده بود؛ چون بدون خروج شوروی، انتخاباتی برگزار نمی‌شد و بدون انتخابات مجلسی تشکیل نمی‌شد تا موضوع شرکت نفتی در آن مطرح شود. قوام همچنین در خردادماه توانست با پذیرفتن بعضی از خواسته‌های فرقه دموکرات، غائله آذربایجان را ختم کند.
در بهمن ۱۳۲۷ شاه در بازدیدی که از دانشگاه تهران داشت، هدف گلوله یک خبرنگار قرار گرفت و زخمی شد. او با استفاده از فرصت پیش آمده، به این بهانه که سوءقصدکننده وابسته به گروه‌های کمونیستی-مذهبی بود، در سراسر کشور حکومت نظامی اعلام کرد، حزب توده را غیرقانونی دانست و منتقدان خود از جمله ابوالقاسم کاشانی و محمد مصدق را محدود کرد. او تحت شرایط حکومت نظامی مجلس مؤسسان را تشکیل داد و اختیار تشکیل مجلس سنا و انحلال مجلس را گرفت.

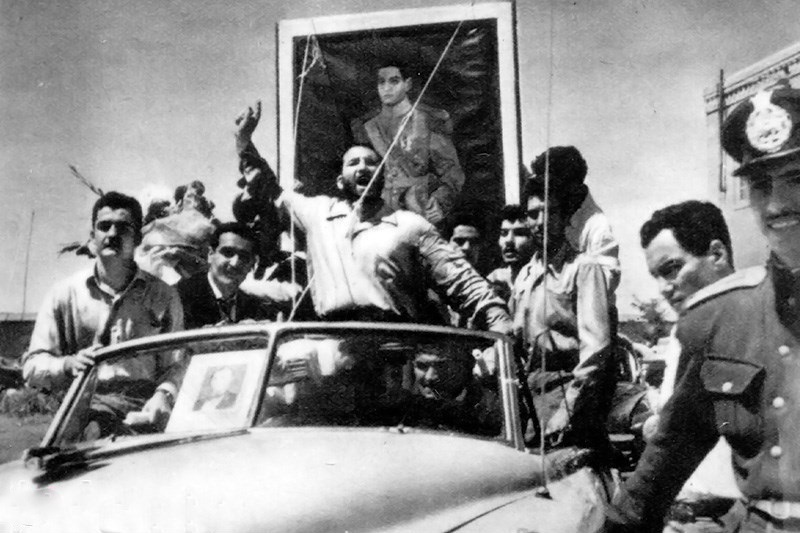
هواداران شاه در خیابان در حمایت از کودتای ۲۸ مرداد

در سال ۱۳۲۹، جبهه ملی ایران خواستار ملی شدن صنعت نفت شد. پشتیبانی عمومی از این خواسته، حسنعلی منصور، نخست‌وزیر را در به رای گذاشتن قانون الحاقیه قرارداد شرکت نفت ایران و انگلیس (موسوم به قرارداد گس–گلشائیان) به تردید و تعلل واداشت. با کنار رفتن او از سمت نخست‌وزیری، رزم‌آرا، رئیس ستاد ارتش به نخست‌وزیری برگزیده شد. اما او در اسفند همان سال به دست یکی از اعضای تشکیلات فداییان اسلام ترور شد. چند روز بعد، لایحه ملی شدن صنعت نفت به تصویب مجلس و سرانجام در ۲۹ اسفند ۱۳۲۹ به تصویب مجلس سنا رسید. در اردیبهشت ۱۳۳۰ در پی ناآرامی‌هایی که به وسیله حزب توده ابتدا در آبادان و سپس در چند شهر بزرگ کشور ساماندهی شد، سرانجام محمد مصدق برای تصدی مقام نخست‌وزیری پیشنهاد و به این سمت انتخاب شد. پیروزی مصدق در اثر ایجاد ائتلافی ناهمگون از نظر ایدئولوژیک شکل گرفته بود که بلافاصله با مخالفت‌ها و کارشکنی‌های داخلی و خارجی مواجه شد. تنها نقطه اشتراک اعضای این ائتلاف، ملی شدن صنعت نفت بود. برنامه دولت دوم مصدق که پس از قیام سی تیر بر روی کار آمد، تنها معطوف به صنعت نفت و قانون انتخابات نبود و اصلاحات مالی، اقتصادی، صنعتی، بهداشتی و حقوقی را نیز شامل می‌شد. به تدریج بعضی از متحدان جدی مصدق از جمله ابوالقاسم کاشانی، حسین مکی، مظفر بقایی و ابوالحسن حائری‌زاده دست از پشتیبانی او کشیدند. به گفته استیون کینزر، انگلیس که خود را در جریان ملی شدن صنعت نفت مغبون دید، با هدف سرنگونی دولت مصدق طرح کودتایی ریخت و دولت وقت آمریکا (آیزنهاور) را نیز به بهانه جلوگیری از نفوذ کمونیسم به این طرح متمایل ساخت. در ۲۸ مرداد ۱۳۳۲ اردشیر زاهدی اقامتگاه نخست‌وزیر را محاصره و او را بازداشت کرد. در اثر این رویداد، که به کودتای ۲۸ مرداد شهرت یافت، دولت مصدق سقوط کرد و دوران جدیدی آغاز شد که در آن تمام نقش‌های سیاسی و اجتماعی در اختیار شخص شاه قرار گرفت. او در ده سال نخست پس از کودتا، قدرت خود را تثبیت کرد و رهبران کودتا را به مناصب کلیدی گمارد، از آمریکا کمک مالی دریافت کرد، سازمان‌دهی پلیس مخفی جدیدی با نام ساواک را در دستور کار قرار داد و توانست مخالفان خود در حزب توده و جبهه ملی را سرکوب کند. مجلس به دو حزب میلیون و مردم تقسیم شد که در بین عموم به حزب‌های «بله قربان» و «چشم قربان» مشهور شدند. در سال ۱۳۴۲، روح‌الله خمینی که پس از درگذشت حسین طباطبایی بروجردی، در مخالفت با شاه آزادی عمل بیشتری پیدا کرده بود، ضمن وارد آوردن انتقادات جدی به عملکرد محمدرضا پهلوی قیام پانزده خرداد را رهبری کرد که به سرکوب و کشته شدن صدها معترض انجامید. خمینی دستگیر و تبعید شد، اما این قیام مقدمات انقلاب ۱۳۵۷ را فراهم کرد که به براندازی نظام پادشاهی مشروطه و استقرار نظام جمهوری اسلامی انجامید. محمدرضاشاه در ۵ مرداد ۱۳۵۹ در قاهره مصر بر اثر سرطان خون فوت کرد.

## پادشاهان مشروطه
| پادشاه        | تصویر | دودمان | نسبت                | تولد           | وفات            |
| ------------- | ----- | ------ | ------------------- | -------------- | --------------- |
| مظفرالدین شاه |       | قاجار  | فرزند ناصرالدین شاه | ۳ فروردین ۱۲۳۲ | ۱۲ دی ۱۲۸۵      |
| محمدعلی شاه   |       | قاجار  | فرزند مظفرالدین شاه | ۱ تیر ۱۲۵۱     | ۱۶ فروردین ۱۳۰۴ |
| احمدشاه       |       | قاجار  | فرزند محمدعلی شاه   | ۱۲ بهمن ۱۲۷۵   | ۸ اسفند ۱۳۰۸    |
| رضاشاه        |       | پهلوی  | فرزند عباسعلی       | ۲۴ اسفند ۱۲۵۶  | ۴ مرداد ۱۳۲۳    |
| محمدرضاشاه    |       | پهلوی  | فرزند رضاشاه        | ۴ آبان ۱۲۹۸    | ۵ مرداد ۱۳۵۹    |